# The Game Awards 2025
Expédition 33 jeu de l'année 2025